# Barracuda (singel)
Barracuda – pierwszy singel amerykańskiego zespołu muzycznego Heart, promujący trzeci album studyjny Little Queen (1977). Został opublikowany 28 maja 1977 nakładem wytwórni Portrait.

## Kompozycja
Ann Wilson w wywiadach stwierdziła, że utwór opowiadał o złości zespołu skierowanej na Mushroom Records, spowodowanej ogłoszoną przez wytwórnię reklamą grupy. Obwieszczała ona, że liderki zespołu (Ann i jej siostra Nancy Wilson) miały być rzekomo lesbijkami. Piosenka skupia się szczególnie na uczuciach Ann wobec mężczyzny, który przeprowadzając z nią wywiad zapytał, jak miewa się jej „kochanek”. Początkowo wokalistka pomyślała, że dziennikarz pyta o menedżera zespołu, Michaela Fishera, z którym Ann w tamtym czasie była w związku. Po zorientowaniu się, że mężczyzna ma na myśli jej siostrę, Wilson zdenerwowała się i wróciła do hotelu, w którym wtedy przebywała, i zaczęła pisać pierwsze wersy tekstu piosenki.
Producent Mike Flicker dodał, że w wyniku konfliktu Mushroom Records wydało bez zgody grupy nieukończony album Magazine, co spowodowało, że zespół podpisał kontrakt z Portrait Records i rozpoczął nagrywanie Little Queen. Według producenta „Barracuda została stworzona z tych wszystkich bzdur przemysłu nagraniowego. Barrakudą mógł być każdy od lokalnego producenta do prezydenta wytwórni muzycznej. To jest właśnie barrakuda. To zrodziło się z tych wszystkich doświadczeń”.

## Przegląd
Piosenka jest agresywną, wczesną próbą heavy metalu, ale jest też często opisywana jako wyjątkowo ciężka hardrockowa kompozycja, ze względu na jej „galopujący” gitarowy riff i użycie skali bluesowej.
Krótko po wydaniu „Barracuda” stała się hitem w Stanach Zjednoczonych, osiągając 3 września 1977 11. miejsce listy przebojów Billboard Hot 100. Utwór uznaje się za najlepszy na albumie Little Queen, oraz za jeden z klasyków muzyki rockowej.
W 2009 utwór został sklasyfikowany na 34. miejscu w rankingu „100 najlepszych utworów hardrockowych” według kanału VH1.

## Track listing
1. "Barracuda" - 4:20

Live version
1. "Barracuda (featuring Jerry Cantrell, Dave Navarro, Duff McKagan, Rufus Wainwright, Gretchen Wilson and Carrie Underwood)" - 6:14